# Hôpital Bicêtre

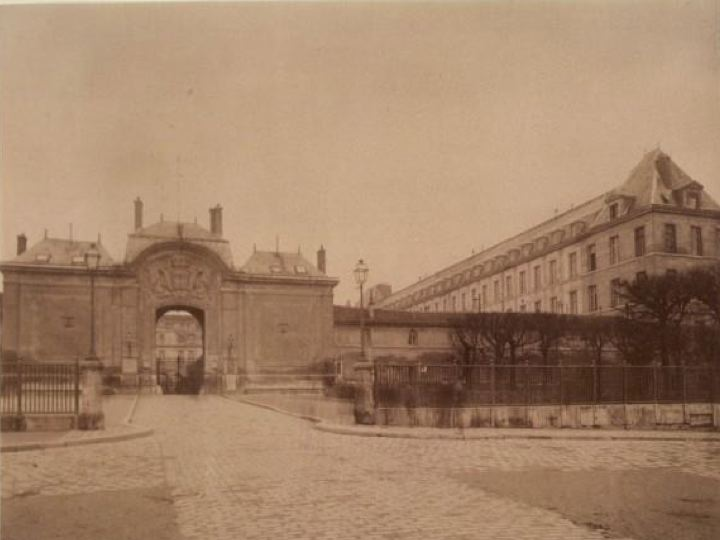
Hôpital Bicêtre

Das Hôpital Bicêtre ist ein Universitätskrankenhaus in Le Kremlin-Bicêtre, einer Gemeinde in den südlichen Vororten von Paris, Frankreich. Es liegt 4,5 km vom Zentrum von Paris entfernt. Das Krankenhaus Bicêtre war ursprünglich als Militärkrankenhaus geplant, mit dessen Bau 1634 begonnen wurde. Mit der Hilfe von Vinzenz von Paul wurde es schließlich 1642 als Waisenhaus eröffnet.
Es ist der Universität Paris-Saclay angegliedert.

## Berühmte Ärzte
- Désiré-Magloire Bourneville (1840–1909), ein französischer Neurologe zur Zeit der Dritten Republik
- Joseph Jules Dejerine (1849–1917), ein französischer Neurologe
- Marthe Gautier (1925–2022), eine französische Kinderärztin mit dem Spezialgebiet Kardio-Pädiatrie